# Richard Tottel
Richard Tottel, född ett okänt år, död i juli 1594, var en engelsk förläggare. 
Han var son till William Tothill (vilket är det vanligare sättet att stava deras efternamn) och Elizabeth Matthew och han var deras tredje barn av totalt elva. Tottels far var en förmögen man från Exeter och han jobbade som bland annat sheriff (1529) och borgmästare (1552). Runt 1540 var Tottel lärling hos William Middleton, som var en förläggare av juridiska böcker i London. Mot slutet av hans lärlingstid, 1547, avled Middleton. Middletons fru gifte om sig inom sju månader med William Powell och de ansåg inte att de hade mer behov av Tottel utan lät honom avsluta sin utbildning hos dem. Tottel tog då anställning hos Sign of the Hand and Star efter att dess förre ägare, Henry Smithe, hade avlidit 1550. Någon gång efter detta gifte han sig med Joan Grafton och tillsammans fick de sonen William och flera döttrar. Tottel avled tidigt i juli 1594 efter en längre tids sjukdom, troligen orsakad av hög ålder.

## Verk i urval
Tottel publicerade främst juridiska skrifter, men även verk såsom:
- William Baldwins A Treatise of Morall Phylosophye Contaynyng the Sayinges of the Wise (1547)
- Thomas Mores Dialogue of Comfort against Tribulations (1553)
- John Lydgates Fall of Princes (1554)
- Stephen Hawes Pastime of Pleasure (1555)
- Översättningen av Ciceros De Officiis av Nicholas Grimald (1556)
- Översättningen av den andra och fjärde boken ur Vergilius Aeneiden av Henry Howard, earl av Surrey (1557)
- Thomas Mores Works (1557)
- A Hundreth Good Points of Husbandry (1557)
- Tottel's Miscellany
  - Första utgåvan (1557), andra utgåvan (31 juli 1557), tredje utgåvan (1558), fjärde utgåvan (1565), femte utgåvan (1567) och sjätte utgåvan (1574)
- Arthur Brookes The Tragical History of Romeus and Juliet (1562)
- William Painters The Palace of Pleasure (1566–1567)
- James Dyers Collection of Cases (1586)